# Glypta purpuranae
Glypta purpuranae är en stekelart som beskrevs av Dasch 1988. Glypta purpuranae ingår i släktet Glypta och familjen brokparasitsteklar. Inga underarter finns listade i Catalogue of Life.